# Scott Hastings (basket-ball)
Pour les articles homonymes, voir Scott Hastings.
Scott Hastings, né le 3 juin 1960 à Independence dans le Kansas, est un ancien joueur américain de basket-ball. Il évolue durant sa carrière aux postes d'ailier fort et de pivot.

## Palmarès
- Champion NBA 1990
- Champion du monde des moins de 19 ans 1979